# Quanta Computer
Quanta Computer — тайваньский контрактный производитель ноутбуков и другой компьютерной техники. Занимал 345-е место в списке Fortune Global 500 и 711-е место в списке Forbes Global 2000 за 2023 год.

## История
Компания основана в 1988 году Барри Ламом и несколькими его коллегами. В 1999 году акции Quanta Computer были размещены на Тайваньской фондовой бирже.
В марте 2001 года был открыт завод в шанхайском районе Сунцзян по сборке ноутбуков. Позже Шанхай стал основным производственным центром компании, здесь разместилось 8 заводов с 40 тыс. рабочих. В апреле 2010 года был открыт завод в Чунцине (КНР).
Quanta начала расширяться в области облачных вычислений в 2011 году, укрепляя свой серверный бизнес, который был создан в 2000 году.
В апреле 2021 года компьютерная система компании была взломана хакерской группой REvil, были похищены данные о новой продукции Apple (основного клиента Quanta). Компания отказалась заплатить выкуп в 50 млн долларов, и REvil начала публикацию документации в интернете.
В апреле 2023 года началось строительство завода во вьетнамской провинции Намдинь.

## Собственники и руководство
Барри Лам (также известный как Pai Li Lin) является основателем и председателем совета директоров компании. Ему принадлежит около 10 % акций компании. По состоянию на начало 2024 года его состояние оценивалось в 10 млрд долларов США, он был 9-м самым богатым тайваньцем.

## Деятельность

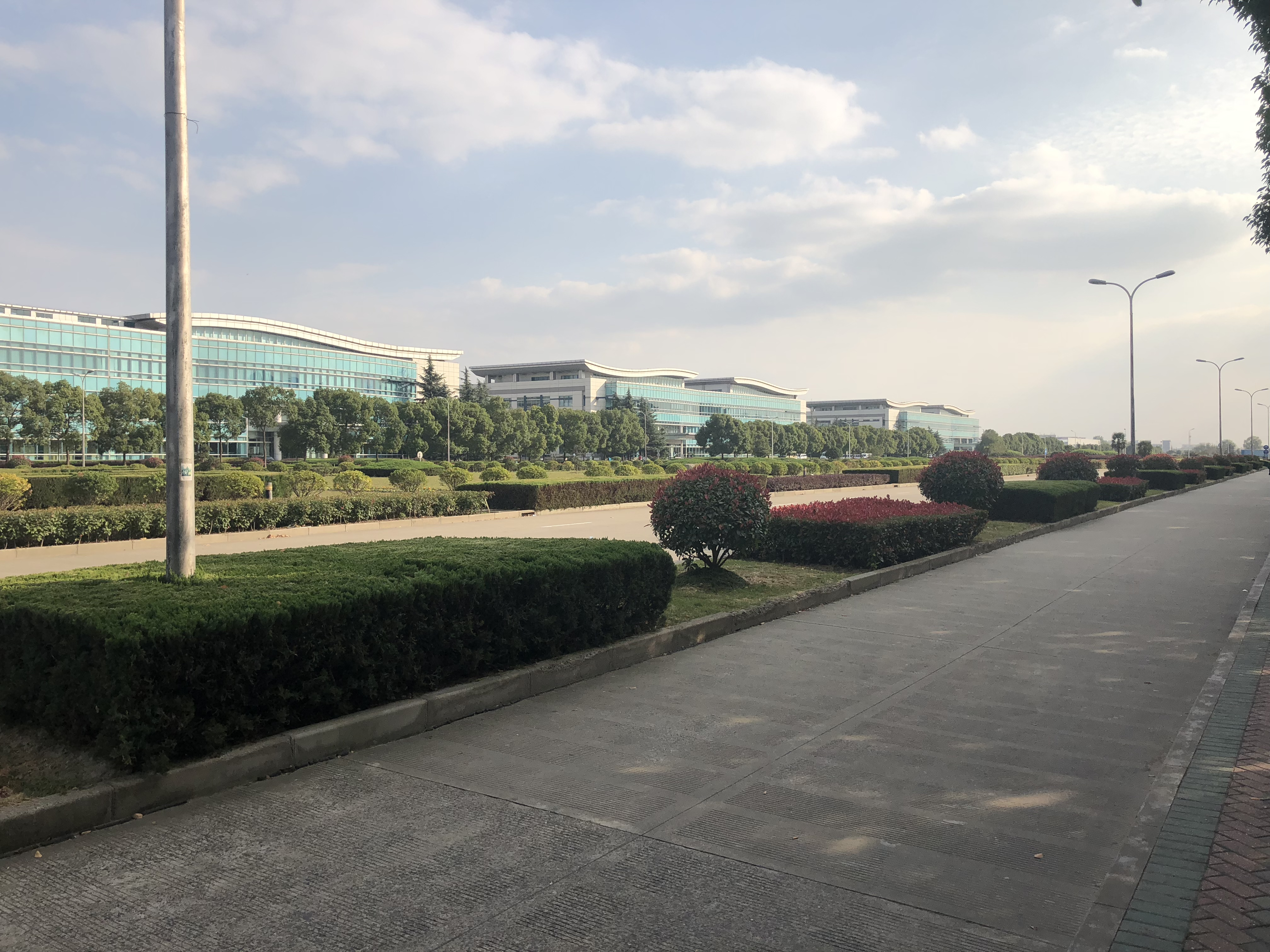
Заводы компании в Шанхае (Quanta Shanghai Manufacturing City)

Компания является крупным производителем компьютерной техники, а именно ноутбуков, ПК, серверов и прочей продукции. В частности Quanta Computer производит около трети всех ноутбуков в мире для таких брендов как Apple, Dell, HP, Sony, Toshiba и др. Компания осуществляет монтаж печатных плат, сборку, тестирование и упаковку готовых изделий. В 2022 году компанией было произведено 57,7 млн ноутбуков (28 % мирового производства). Почти все ноутбуки идут на экспорт, в частности в США (53 %), КНР (9 %), Нидерланды (6 %), Японию (5 %)..
Quanta Computer производит планшетные компьютеры на платформе Android, в частности компания выпускает такие известные устройства как Amazon Kindle Fire. Также выпускает портативные игровые системы, такие как Steam Deck.
Производственные мощности компании имеются в Тайване (Таоюань), КНР (Шанхай и Чунцин), Таиланде (Банбынг) и Мексике (Монтеррей).
Выручка компании за 2022 год составила 1,28 трлн новых тайваньских долларов (41,7 млрд долларов США).